# Rhamnidium brevifolium
Rhamnidium brevifolium är en brakvedsväxtart som beskrevs av A. Borhidi. Rhamnidium brevifolium ingår i släktet Rhamnidium och familjen brakvedsväxter. Inga underarter finns listade i Catalogue of Life.